# Haslidalen

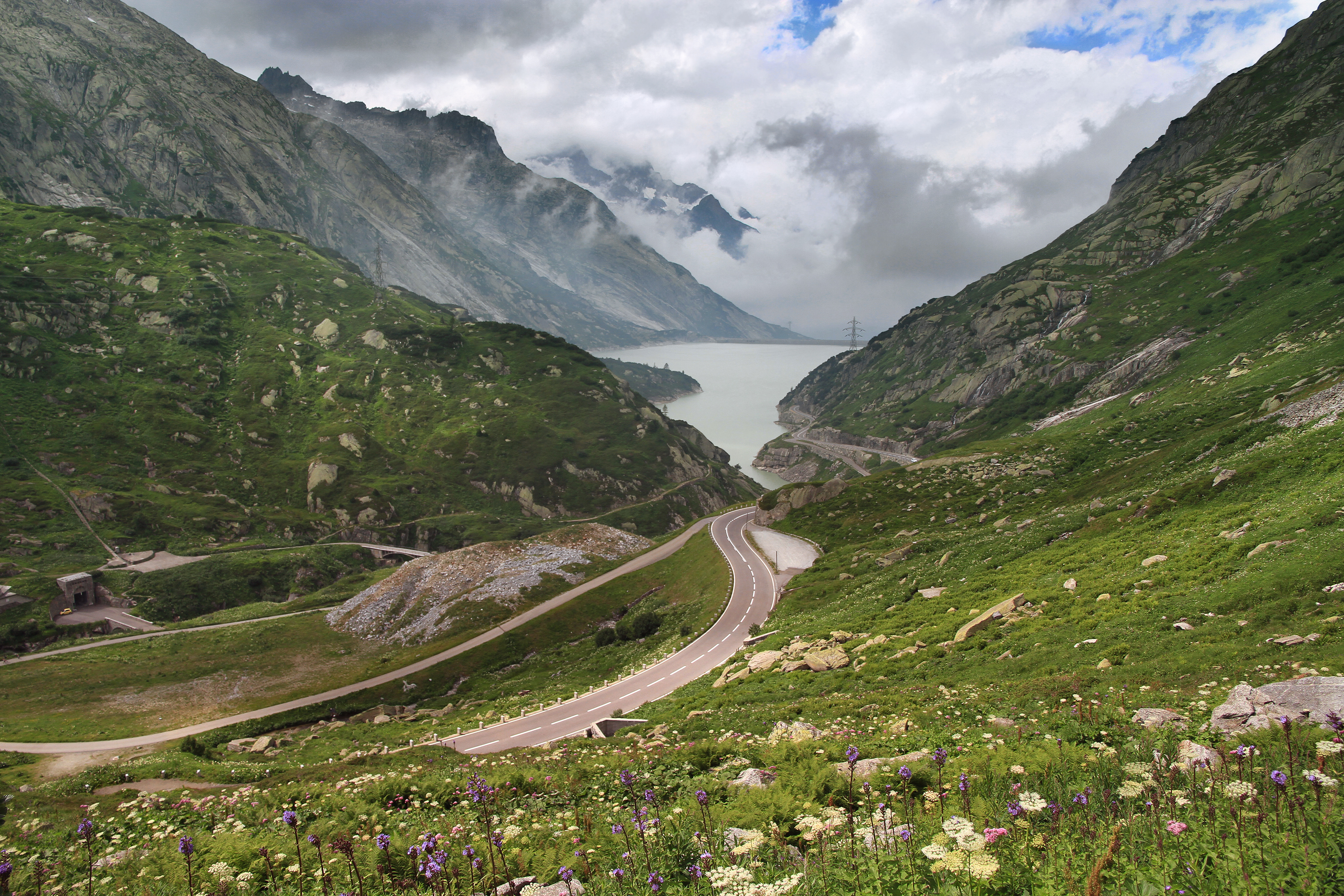
Övre Haslidalen

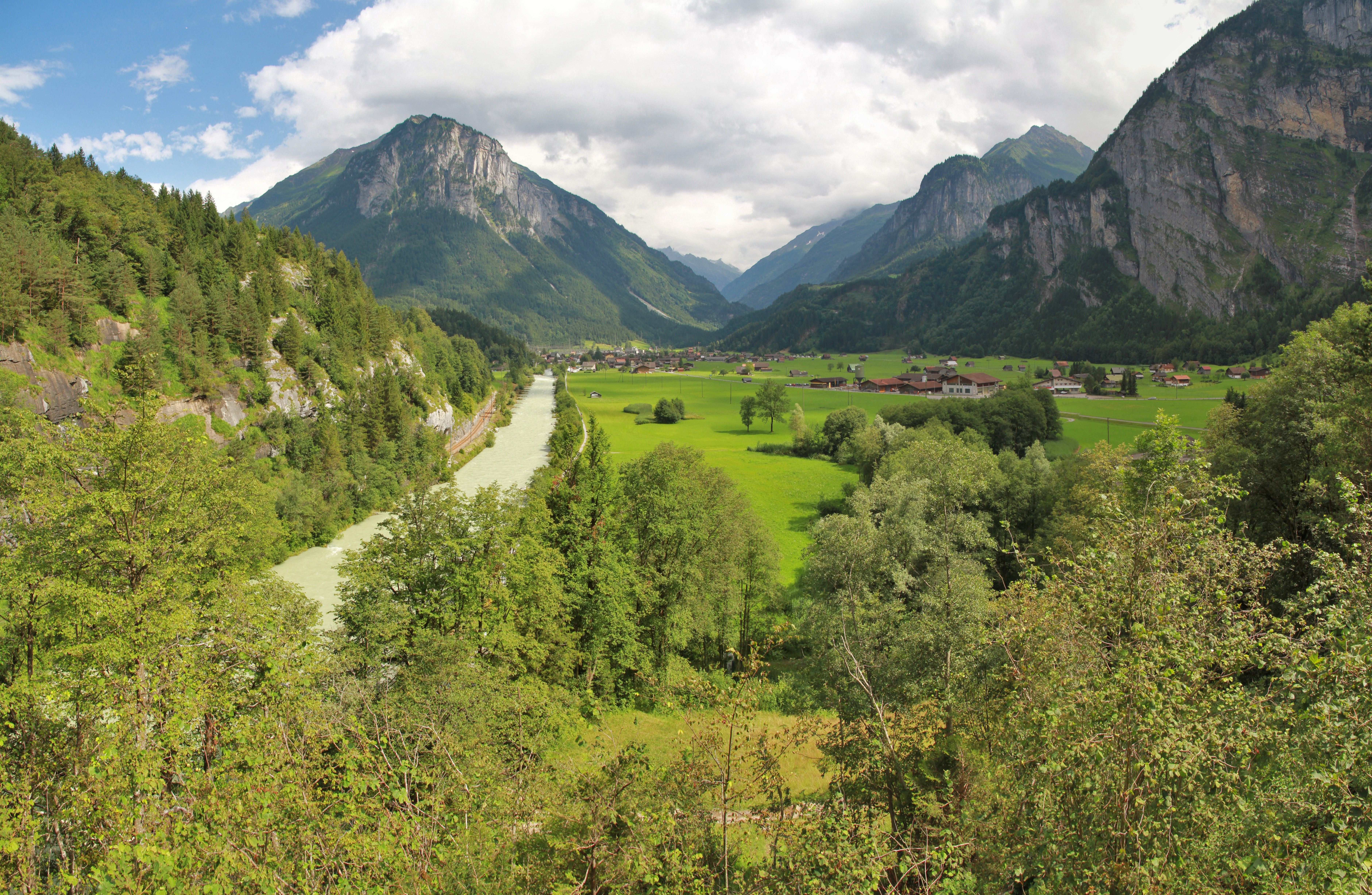
Nedre Haslidalen nära Meiringen

Haslidalen, Haslital, är övre delen av Aares dalgång, ned till Brienzsjön i kantonen Bern, Schweiz. Haslidalen är 40 kilometer lång.

## Beskrivning
Den övre delen är en öde och trädlös klippdal. Vid Handeckfallet börjar skogen, och strax ovanför staden Meiringen flyter Aare ut i den nedre, bredare dalen. 
Ovanför Innertkirchen har det sedan 1920-talet byggts flera kraftverksdammar, turbinhallar och transportbanor. Anläggningarna nyttjar lägesenergin i glaciärernas vatten, men används också som pumpkraftverk. 
Haslidalen har varit ett flitigt turistmål. Dess huvudort är Meiringen. Norr om Meiringen ligger skid- och vandringsområdet Hasliberg. Söderut finns den smala ravinen Aareschlucht, kraftverksturism och högalpina vandringsmål.
Dalen nås året runt från Interlaken och Luzern med väg och smalspårig järnväg. Passvägarna Grimsel och Susten däremot är ofta stängda fram till i maj/juni.

## Svensk tradition
En märkvärdig tradition som omtalar en svensk bosättning i Haslidalen, har spelat en viss roll i svensk historieskrivning. Man har försökt finna stöd för dess riktighet bland annat i föregivna likheter mellan Sveriges och Haslidalens språk och seder. Ursprunget till traditionen är oklar, och möjligen har den skapats utifrån götisismens fantasifulla historieteorier.